# Hella (Mistrz i Małgorzata)
Hella (ros. Гелла, Giełła) – postać z powieści Michaiła Bułhakowa Mistrz i Małgorzata, należąca do świty Wolanda kobieta-wampir. Hella była wiedźmą o rudych włosach i zielonych oczach, miała czerwoną bliznę na szyi. W powieści najczęściej występowała naga. W scenach, gdy usługiwała Wolandowi, była ubrana tylko w koronkowy fartuszek, natomiast w opisie przedstawienia, urządzonego przez Korowiowa i Behemota, miała na sobie długą suknię.
Imię bohaterki Bułhakow zaczerpnął z tradycji greckiej, a pierwowzorem tej postaci była prawdopodobnie szwagierka Bułhakowa – Olga Bokszanska. Hella kilka razy pojawiła się na kartach powieści, m.in. spowodowała przemianę Warionuchy w wampira, usiłowała zamordować Rimskiego, odgrywała rolę pokojówki Wolanda w mieszkaniu przy ul. Sadowej oraz usługiwała Szatanowi i Małgorzacie podczas Balu Wiosennej Pełni i kolacji po jego zakończeniu. Nie została uwzględniona w ostatnim rozdziale Mistrza i Małgorzaty, w którym członkowie świty Wolanda otrzymali przebaczenie.

## Imię i pierwowzór bohaterki

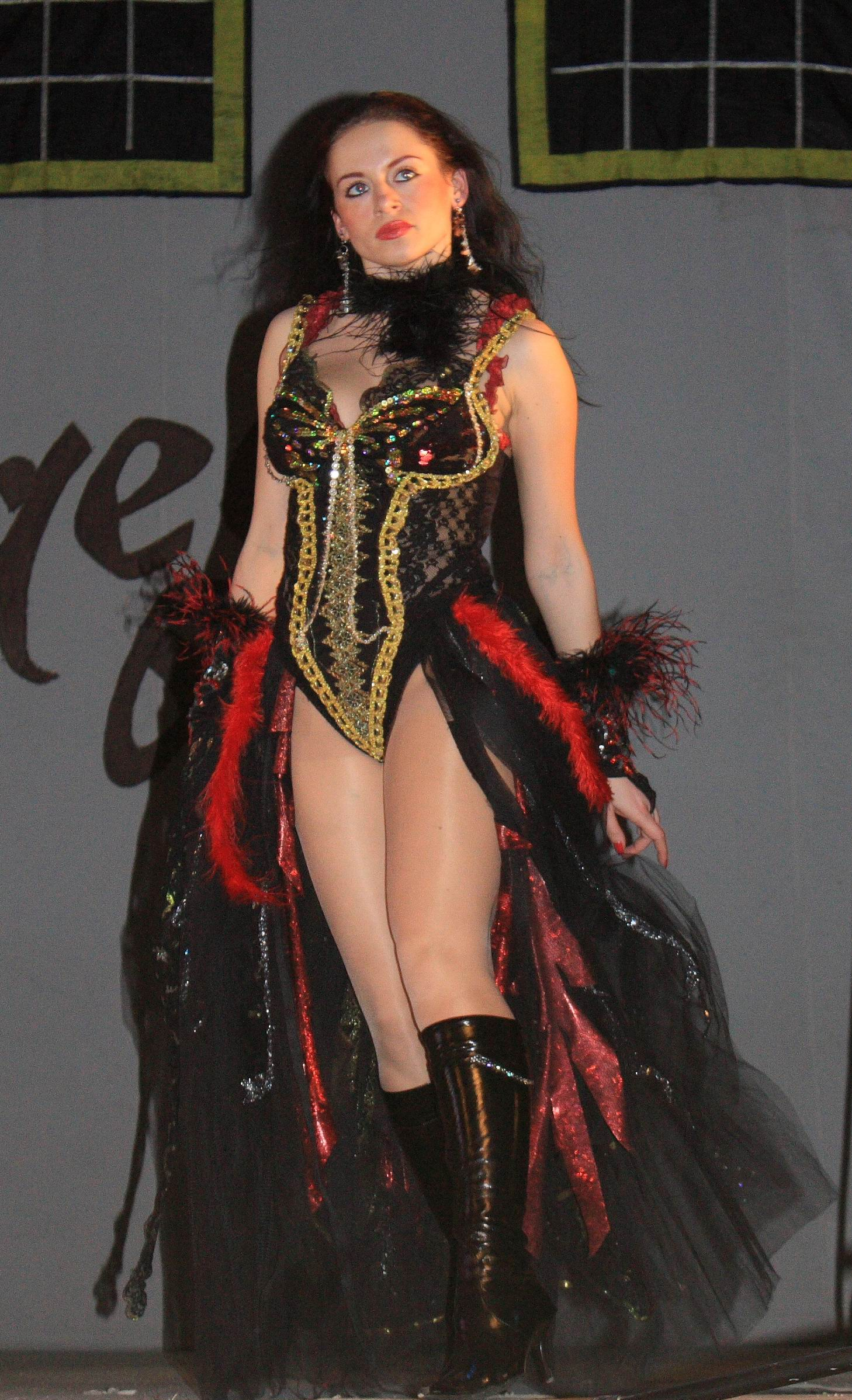
Diana Ekwarnidze w roli Helli podczas spektaklu Mistrz i Małgorzata (Teatr „Arbat”, Moskwa)

Imię Hella autor Mistrza i Małgorzaty prawdopodobnie zaczerpnął z tradycji greckiej. Według Słownika encyklopedycznego Brockhausa i Efrona imieniem tym nazywano na wyspie Lesbos zmarłe dziewczęta, które po śmierci stawały się wampirami.
Przypuszczalnie pierwowzorem Helli była rodzona siostra Jeleny Szyłowskiej, trzeciej żony Bułhakowa – Olga Siergiejewna Bokszanska – osobista sekretarka Władimira Iwanowicza Niemirowicza-Danczenki, założyciela Moskiewskiego Akademickiego Teatru Artystycznego. Zwolennicy tej teorii wskazywali, że Niemirowicz-Danczenko był prawdopodobnym pierwowzorem Warionuchy, a jedyną kobietą w otoczeniu dyrektora wspomnianego teatru była właśnie Bokszanska. Bułhakow odwrócił w powieści rzeczywistość teatralną i umieścił w hierarchii Hellę ponad Warionuchą. Według krytyka literackiego, Alfreda Barkowa, który porównał Powieść teatralną Bułhakowa z Mistrzem i Małgorzatą, argumentem na potwierdzenie tezy, iż osoba Bokszanskiej posłużyła do stworzenia kreacji Helli, była obecność w obu dziełach maszyny do pisania. Siostra żony Bułhakowa zainspirowała pisarza do stworzenia bohaterki Powieści teatralnej – Poliksieny Wasiljewnej Toropieckiej, która sprawnie pisała na maszynie. Wcześniej, gdy powstawało dzieło Mistrz i Małgorzata, jej osoba mogła przyczynić się do stworzenia Helli.

## Hella w powieści
Hella była piękną rudą wiedźmą o zielonych oczach. Na szyi miała bliznę, która świadczyła o tym, że jest wampirzycą. Potrafiła latać. W powieści pojawiła się kilkakrotnie. W części zatytułowanej Wieści z Jałty za podawanie kłamstw przez telefon zamieniła w wampira Iwana Sawieljewicza Warionuchę, administratora teatru „Variétés”. Podczas urządzonego przez Wolanda pokazu czarnej magii, w rozdziale Czarna magia oraz jak ją zdemaskowano, brała udział w przedstawieniu: otworzyła sklep odzieżowy, do którego po francusku zapraszała damską część widowni, przy czym widzowie rozumieli jej mowę. W rozdziale Chwała kogutowi! wspólnie z Warionuchą po zakończeniu seansu czarnej magii usiłowała dokonać zamachu na dyrektora finansowego teatru, Grigorija Daniłowicza Rimskiego. Usługiwała Wolandowi w części Pechowi goście. Przyjmowała kapelusze od odwiedzających mieszkanie przy ul. Sadowej 302-bis, w którym przebywała świta. Po mieszkaniu Hella paradowała ubrana jedynie w fartuszek i czepek pokojówki. Przed Balem Wiosennej Pełni, w rozdziale Przy świecach, smarowała Wolandowi maścią kolano. W części Wielki bal u Szatana pomagała Małgorzacie podczas przebierania. Po zakończeniu balu, w rozdziale Wydobycie Mistrza, brała udział w kolacji i przekomarzała się z Behemotem. Asystowała mu, gdy ten wydawał Nikołajowi Iwanowiczowi zaświadczenie, że spędził on noc na balu u Szatana. Odprowadzała gości po zakończeniu kolacji.

## Wampiryzm Helli
W opisie sceny zamachu na Rimskiego na ciele Helli były widoczne ślady rozkładu. Jej przedostanie się do gabinetu dyrektora finansowego spowodowało, że powietrze przybrało zapach piwnicy. Przypuszczalnie w opisie tej sceny Bułhakow nawiązał do fragmentu powieści Biała gwardia: Nikołka Turbin w kostnicy wpatrywał się w ciało pięknej martwej kobiety z czerwoną blizną na szyi. Podobną bliznę miała Małgorzata z dramatu Faust Johanna Wolfganga von Goethego. Charakterystyczne cmokanie i zgrzytanie zębami mogło zostać zapożyczone z opowiadania Aleksego Tołstoja Upiór, także przemiana Warionuchy w wampira nawiązywała do sceny przemiany bohatera Wampira: Hella pocałowała administratora teatru. Do opuszczenia gabinetu Rimskiego Hellę zmusił śpiew koguta. Było to związane z wierzeniami przedchrześcijańskimi. Kogut zwiastował nadchodzący świt, uciekały przed nim wszystkie złe siły.

## Rola Helli w powieści
Hella została wprowadzona do powieści w momencie, gdy Warionusze udało się za pomocą telegrafu odkryć miejsce przebywania Stiepana Bogdanowicza Lichodiejewa, dyrektora teatru „Variétés”. Dyrektor finansowy rozpoczął dochodzenie w sprawie ustalenia tożsamości tajemniczego konsultanta czarnej magii Wolanda. Aby powstrzymać Warionuchę, Hella zamieniła go w wampira.
Bohaterka należała do trzyosobowej grupy postaci: Niza – Hella – Natasza. Takich grup, łączących postacie z trzech światów: Jeruszalaim –  świat magii – Moskwa, było w powieści pięć. W wątku jeruszalaimskim Niza odgrywała rolę tajnego agenta i na rozkaz Afraniusza zwabiła Judę z Kiriatu w pułapkę. Natasza w wątku moskiewskim usługiwała Małgorzacie i zabrała przemienionego w wieprza Nikołaja Iwanowicza do magicznego świata na Bal Wiosennej Pełni. Hella natomiast na rozkaz Korowiowa-Fagota zaprosiła barona Meigela na bal u Szatana, na którym został zastrzelony przez Azazella.
Hella posiadała trzy oblicza: była sługą Wolanda, asystentką w sklepie podczas przedstawienia teatralnego oraz wampirem. Oblicza bohaterki łączyła wspólna cecha. Hella była narzędziem Wolanda do wymierzenia kary. Hella-służąca ukarała skąpego Andrzeja Fokicza Sokowa, bufetowego teatru „Variétés”, który przyszedł ze skargą do mieszkania na Sadowej 302-bis. Został skrytykowany za serwowanie w bufecie nieświeżych dań. Powrócił do mieszkania jeszcze raz, gdyż zapomniał o zabraniu kapelusza. Hella podała mu nakrycie głowy, które przemieniło się w kota. Hella-ekspedientka zamieniała w sklepie stare damskie ubrania na nowe. W konsekwencji damska część widowni naraziła się na wstyd, ponieważ magiczne kreacje po wyjściu z teatru zniknęły. Hella-wampir występowała dwa razy: wymierzyła karę Warionusze i Rimskiemu. Administrator teatru został przemieniony w wampira za zbytnią ciekawość i kłamstwa. Rimski natomiast dostał wyrok za swoje plany. Chciał wykręcić się od odpowiedzialności za skutki pokazu seansu czarnej magii w teatrze „Variétés” i obarczyć całą winą dyrektora instytucji, Stiepana Bogdanowicza Lichodiejewa, teleportowanego do Jałty.
Hella nie wzięła udziału w ostatniej scenie Mistrza i Małgorzaty. Trzecia żona Bułhakowa, Jelena Szyłowska, przypuszczała, że Bułhakow nie zdążył ukończyć wątku przebaczenia. Wcześniejsza redakcja tekstu dzieła uwzględniała jednak Hellę w zakończeniu:

Noc otuliła Hellę płaszczem tak, że nie było widać nic, oprócz trzymającej wodze białej dłoni. Hella, lecąca w noc, leciała jak noc.

Możliwe, że pisarz celowo nie włączył bohaterki do ostatniego rozdziału, ponieważ była jedynie sługą, wampirem, złą siłą, która należała do niższej kategorii mocy nieczystych. Hella nie mogła zmienić swojej natury po balu u Szatana. W noc przebaczenia stała się prawdopodobnie na powrót martwą dziewczyną. Możliwe także, że Hella po spełnieniu swoich zadań przestała być potrzebna i została oddalona przez Wolanda.
Zdaniem krytyka Borisa Pilniaka Hella nie pojawiła się w ostatnim rozdziale powieści, aby nie naruszyć logicznego układu, który nawiązywał do Apokalipsy św. Jana. W rozdziale Na Worobiowych Górach świta Wolanda składała się z sześciu osób: Mistrza i Małgorzaty oraz czterech rycerzy – Wolanda, Korowiowa, Behemota i Azazella, którzy przyjęli swoje prawdziwe oblicze. Bułhakow mógł odnieść się w ten sposób do czterech jeźdźców, których pojawienie się na Ziemi będzie zapowiedzią zbliżenia końca świata. Również gwizd Korowiowa i Behemota nawiązywał do trąb jeźdźców Apokalipsy.